# Ivan Humbla

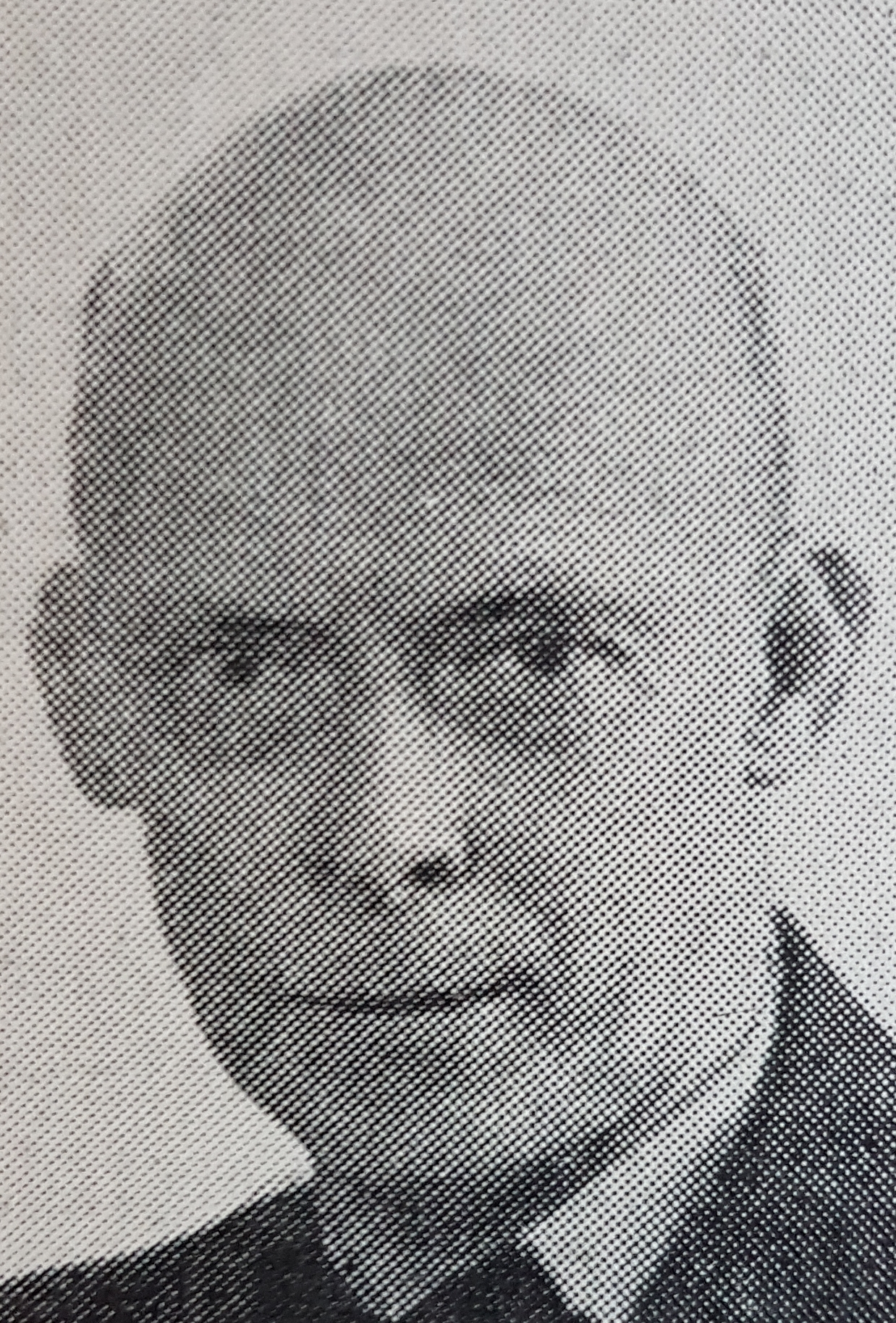
Ivan Humbla.

Per Ivan Humbla, född 13 juni 1888 i Falkenberg, död 30 december 1962 i Gryts församling, Östergötlands län, var en svensk målare och grafiker. Han var sonson till Philibert Humbla och bror till Sture Humbla.
Han var son till apotekaren Adolf Humbla och Constance Engström och från 1919 gift med Ester Larsson. Humbla studerade för Carl Wilhelmson vid Valands målarskola i Göteborg 1909-1911 och fortsatte därefter vid Wilhelmsons målarskola i Stockholm 1911-1912. Han vistades Paris 1913-1914 och studerade där för Henri Le Fauconnier vid Académie de la Palette. Separat ställde han ut ett flertal gånger i Stockholm och i flera landsortsstäder. Han medverkade i samlingsutställningar anordnade av Sveriges allmänna konstförening, Hallands konstförening och Östgöta konstförening. Han var representerad vid The Print Makers Exhibitions i Los Angeles. Hans konst består av stilleben, mariner, figurer, blomsterstycken, djur, landskap och några porträtt i olja, etsning, torrnål och litografi. Humbla är representerad vid Norrköpings konstmuseum, Östergötlands museum, Hallands museum och Gustav VI Adolfs samling.